# Paranthropus boisei

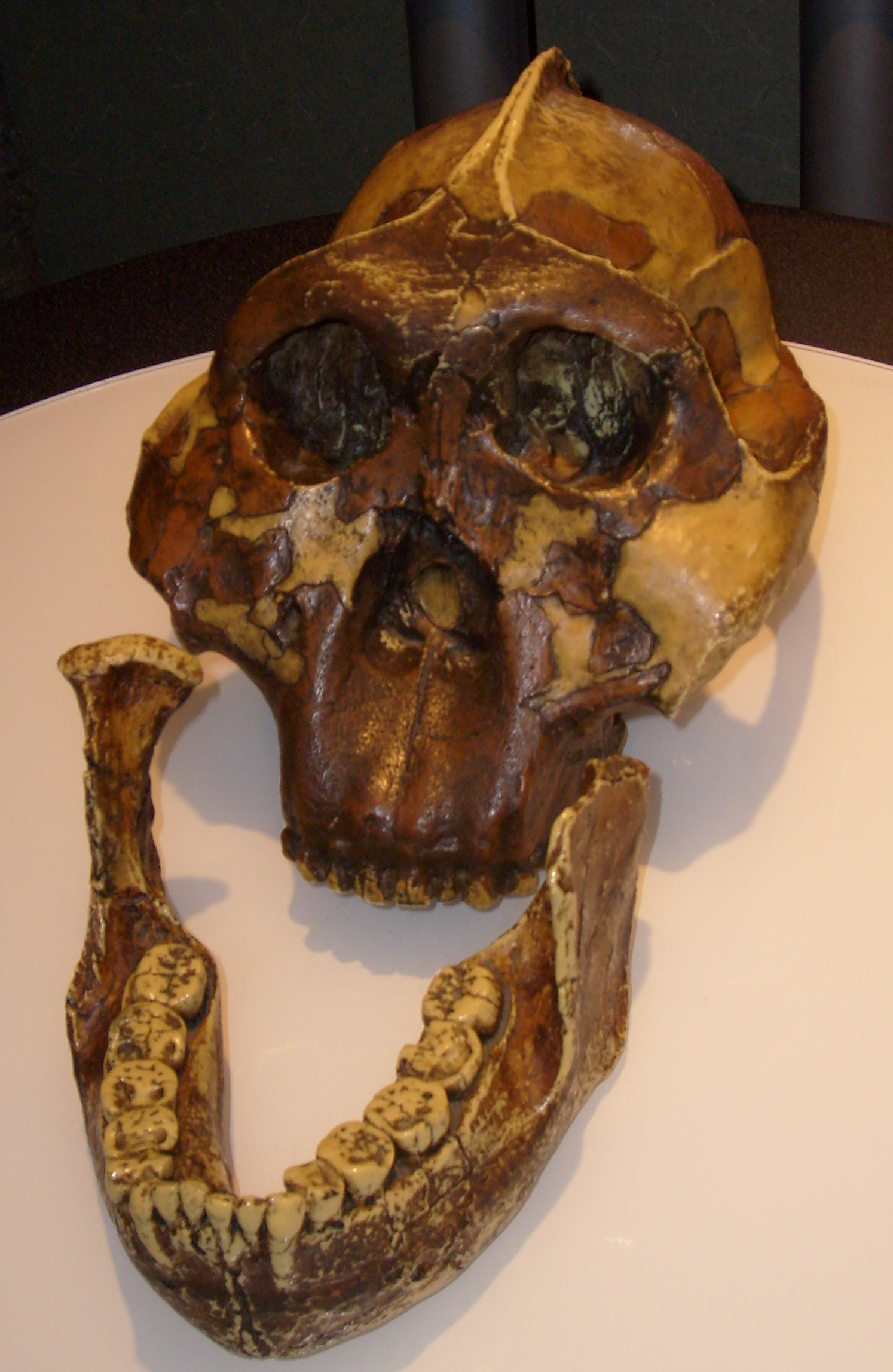
Réplicas del cráneo de Australopithecus boisei descubierto por Mary Leakey en Olduvai (Tanzania), en 1959 y de la mandíbula descubierta por Kamoya Kimeu en 1964. Museo del Hombre, San Diego, California.

Paranthropus boisei es una especie de homínido extinta de África Oriental, que vivió en un entorno seco y se alimentaba de vegetales duros, para lo que desarrolló un potente aparato masticador destinado a triturar semillas y raíces. Aparece en el registro fósil en sedimentos del Pleistoceno inferior, de hace entre 2,3 (Gelasiense) y 1,3 millones de años (Calabriense).
El primer ejemplar conocido fue un cráneo (OH 5), descubierto por Mary Leakey el 17 de julio de 1959 en la garganta de Olduvai, Tanzania; datado en 1,75 millones de años. Louis Leakey clasificó inicialmente la especie como Zinjanthropus boisei; "boisei" por el antropólogo Charles Boise; "zinj", una antigua palabra para designar a África Oriental, y "anthropus", hombre. Otro cráneo fue encontrado en 1969 por Richard Leakey en Koobi Fora cerca del lago Turkana.
La especie fue adscrita al género Paranthropus por Robinson en 1960, y posteriormente al género Australopithecus por Leakey et al. en 1964, sin embargo ha prevalecido la adscripción de Robinson.
Su capacidad craneal era de alrededor de 515 cm³, la cara está muy ancha y redondeada, con unos incisivos muy pequeños, pero unos enormes molares y una cresta sagital a la que debían unirse unos grandes músculos masticadores. Su foramen magnum está más adelantado que en Australopithecus (como en el género Homo). 
Por lo demás, el peso, estatura y aspecto general es muy parecido a los otros Australopithecus. Hallazgos de restos parciales del esqueleto postcraneal, como OH 80 de Olduvai, muestran unas características muy robustas, como unos brazos largos y fuertes con el radio y la ulna muy robustos. Los machos pesaban en promedio de 49 a 61,7 kg, según diferentes cálculos, y las hembras 34 kg, reflejando un claro dimorfismo sexual, y la altura mínima se ha calculado en 1,56 ± 0,039 m.
Paranthropus boisei vivió en un medio ambiente más seco que sus ancestros Australopithecus. Ante el cambio climático, las especies de este género recurrieron a la especialización de su aparato masticador para poder sobrevivir en un medio más seco. Así, con unas poderosas mandíbulas pudo tener acceso a raíces, tallos gruesos, etc. En cambio, el resto de su estructura corporal no varió prácticamente nada con respecto a sus antecesores Australopithecus.
La especialización alimentaria ante este cambio climático se vio demostrada de otra forma con el descubrimiento de un cráneo con mandíbula completo, en 1997, en Konso (Etiopía). En ese mismo yacimiento se encontraron muchos huesos de bóvidos alcelafinos, que se sabe que se alimentan de plantas del tipo C4, que se trata de matorrales de clima seco y semiseco. Por lo tanto, se sabe que los Paranthropus boisei vivieron en una sabana.

## Hábitat

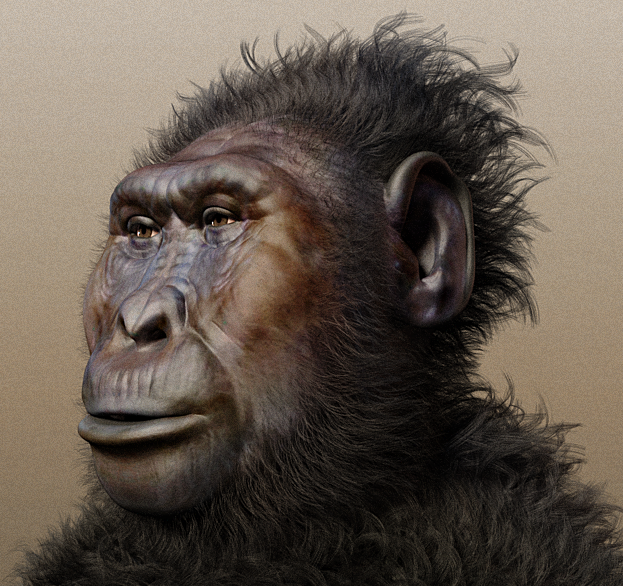
Paranthropus boisei - reconstrucción forense por Cícero Moraes

Paranthropus boisei vivía en zonas llanas de África Oriental, donde, a causa del cambio climático, los bosques habían desaparecido reemplazados por sabanas y llanuras extensas, así como valles fluviales donde se concentraba gran cantidad de vida terrestre y semiacuática.
Paranthropus, con cierto parecido a los gorilas, compartió su hábitat con otros tres homininos: Homo habilis, Homo rudolfensis y Homo erectus. A diferencia de estos, P. boisei tenía una dieta más herbívora, mientras que los otros eran más oportunistas: comían carne y alimentos proteínicos que les permitieron desarrollar más la inteligencia e impulsó a un cada vez mayor uso de herramientas. Sin embargo, P. boisei también comía termitas y hormigas, como lo hacen los actuales simios.
Al no estar en la cima de la cadena alimenticia era vulnerable al ataque de los depredadores. Un depredador que sobresalió en su época fue Crocodylus anthropophagus, un cocodrilo conocido por haber atacado a homínidos, que les acechaba bajo el agua cuando se acercaban a beber. Otros, como los felinos dientes de sable, los perseguían ocultos bajo la maleza, y estos, al no tener la suficiente velocidad para escapar, caían víctimas de estos depredadores.